# NGC 2252
NGC 2252 est un amas ouvert situé dans la constellation de la Licorne. Il a été découvert par l'astronome germano-britannique William Herschel en 1786. NGC 2252 est situé près du nord-est de la nébuleuse de la Rosette.
Selon la classification des amas ouverts de Robert Trumpler, cet amas renferme moins de 50 étoiles (lettre p) dont la concentration est faible (IV) et dont les magnitudes se répartissent sur un intervalle moyen (le chiffre 2).